# Pranger

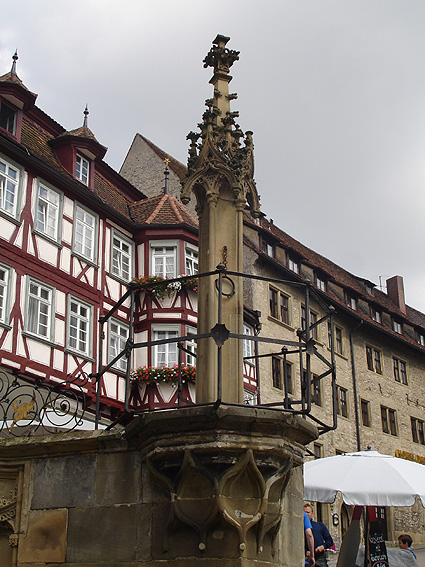
Gotischer Pranger (frühes 16. Jahrhundert) auf dem Marktplatz von Schwäbisch Hall

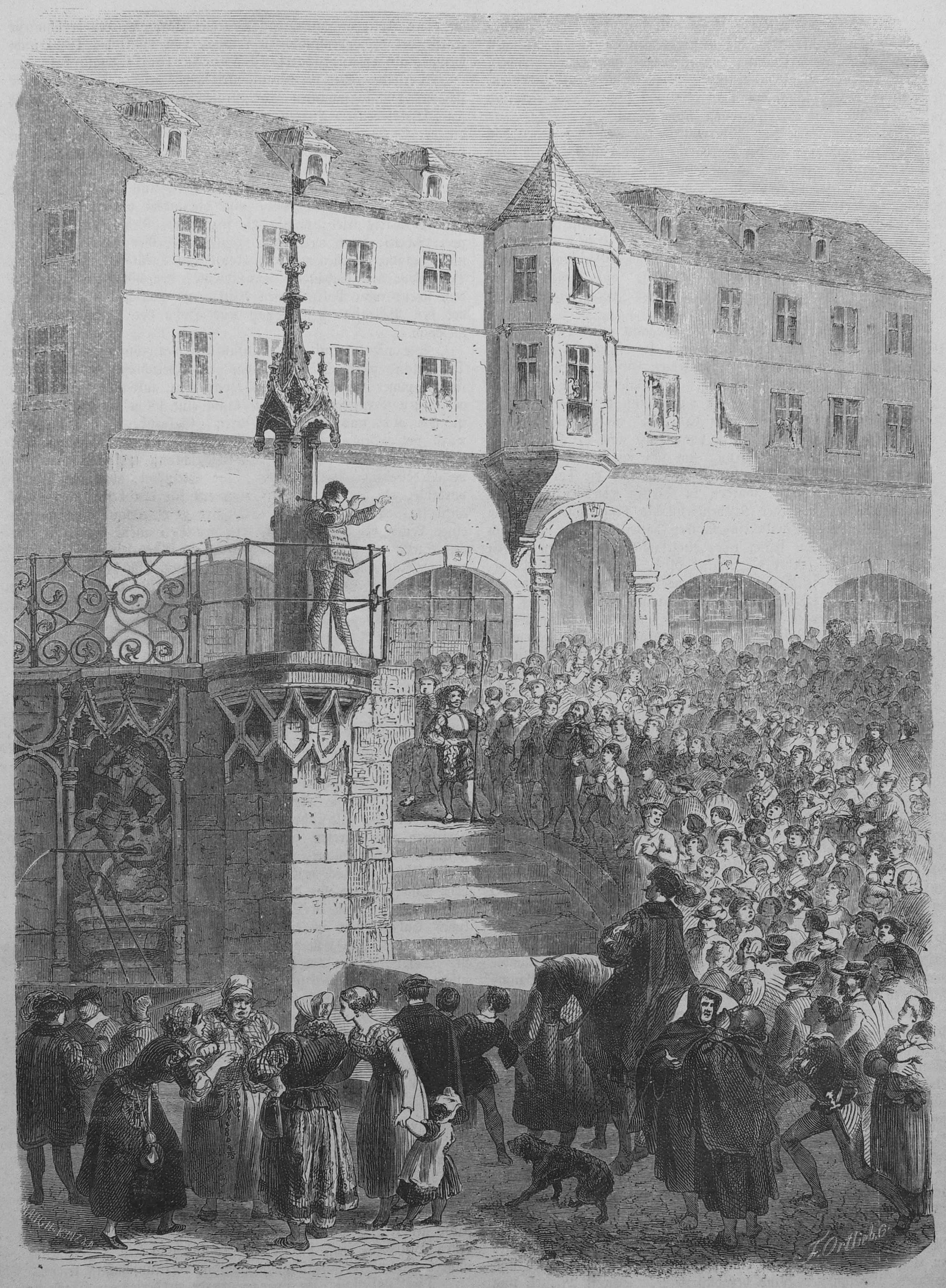
Der Pranger in Schwäbisch Hall wurde aufgrund seiner Konstruktion auch als Schandbühne bezeichnet

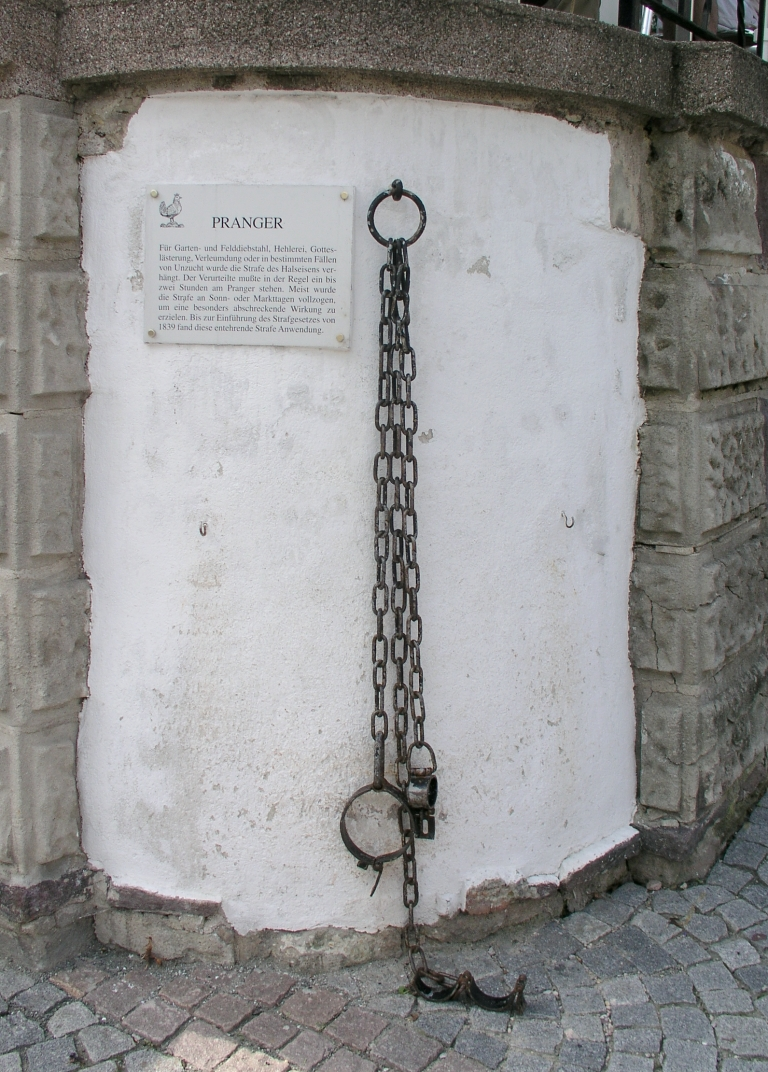
Pranger am Ilmenauer Rathaus

Der Pranger (auch Schandpfahl, Schandbühne oder Kaak) war ein Strafwerkzeug in Form einer Säule, eines Holzpfostens oder einer Plattform, an denen ein Verurteilter gefesselt und öffentlich vorgeführt wurde. Zunächst Folter-Werkzeug und Stätte der Prügelstrafe (Stäupen), erlangten Pranger ab dem 13. Jahrhundert weite Verbreitung zur Vollstreckung von Ehrenstrafen. Der Pranger diente den Städten auch als äußeres Zeichen der Gerichtsbarkeit.

## Strafe
Die Strafe bestand vor allem in der öffentlichen Schande, welche der Verurteilte zu erdulden hatte und die vielfach ein „normales“ Weiterleben in der Gemeinschaft unmöglich machte oder sehr erschwerte. Auch war der Bestrafte den Schmähungen der Passanten ausgesetzt, die für ihn nicht ungefährlich waren. Auch das Bewerfen der betroffenen Person mit Gegenständen und das Prügeln (niederdeutsch kaakstreeken, Streek = ‚Streich‘ und entsprechend dänisch kagstryge) waren üblich. In vielen Städten (z. B. Lübeck) war es jedoch untersagt, mit festen Gegenständen nach der Person im Pranger (hier als Kaak bezeichnet) zu werfen.
Einer der letzten Fälle dürfte im Jahr 1853 in Berlin verzeichnet sein: Auf dem Höhepunkt der Reaktion in Preußen wurde auf dem Hausvogteiplatz noch eine Frau wegen Meineids an den Pranger gestellt:

„… als es uns auffiel, dass sich vor der Hausvogtei eine neugierige Menschenschar unruhig vor etwas herumdrängte. Wir beschleunigten unsere Schritte und erblickten nun eine schon ziemlich bejahrte, korpulente Frau, mit den Händen rücklings an einen Pfahl gebunden, über dem zu lesen war: ‚Wegen Meineid‘. Man schrieb damals 1853. Es war also ein auf der Höhe der Reaktion gemachter Versuch, die mittelalterliche Strafe des Prangers wieder einzuführen. Als wir um zwölf Uhr auf dem Rückwege an derselben Stelle standen, war das uns Jungen natürlich sehr interessierende Schauspiel bereits von der Bildfläche verschwunden. Die Regierung hatte wohl eingesehen, dass sie nach 1848 so etwas den Berlinern nicht mehr bieten durfte.“

## Bauformen
Es gibt verschiedene Typen des Prangers:
- ein Halseisen, das mit einer Kette am Rathaus, der Kirche oder einem sonstigen öffentlichen Gebäude befestigt ist
- ein in den Boden eingelassener Pfahl aus Holz oder Stein geschlagen mit einem Halseisen daran (Schandpfahl). In Norddeutschland hieß ein solcher Pfahl Kaak. Auf den Kaaksäulen in Flensburg und Tondern standen Büttelfiguren aus Kupfer und Holz, jeweils Kaakmann genannt (vgl. auch: Kaak (Lübeck)).[4][5] In Frankreich hieß dieser Pfahl poteau, in den Niederlanden schandpaal.
- ein Sitzpranger, ein Schandstuhl oder Schandesel waren ein hölzernes Gestell, das auf einem öffentlichen Platz stand. Der Betroffene hatte darauf zu sitzen (Eselsritt).
- Ein Käfig zum Stehen und Sitzen auf öffentlichen Plätzen. Ein solcher befindet sich noch heute auf dem Markt der Stadt Leutschau (Levoča) in der Slowakei und in Möhringen an der Donau.
- Auch der Lästerstein ist hierzu zu zählen.
- Stocks sind in England verwandte Fußfesseln, die als Form der öffentlichen Demütigung eingesetzt wurden. Die Verwendung wird bereits im antiken Griechenland von Solon beschrieben.

## Verbreitung
- In England und seinen ehemaligen Kolonien wird unterschieden zwischen dem permanent errichteten pillory (von lateinisch pila = Pfeiler, Säule) und den beweglichen und weniger demütigenden stocks, in denen die Hände des Bestraften eingeklemmt wurden (vergleiche auch den deutschen Stock oder Fußblock).
- Der pilori in Frankreich war ein permanent errichteter, kleiner Turm mit einem Ring aus Holz oder Eisen für Kopf und Arme, oft noch auf einer Drehscheibe befestigt, um den Bestraften nach allen Seiten ausstellen zu können. Wohl der einzige erhaltene Pilori in Säulenform (8 m hoch), ähnlich dem in Breslau, befindet sich auf dem Hauptplatz von Braine-le-Château nahe Brüssel.
- In Spanien gibt es Gerichtssäulen (rollo oder picota) in vielen Kleinstädten Kastiliens. Meist stehen sie auf dem Hauptplatz (z. B. Guadamur), in einigen Fällen aber auch ein wenig außerhalb des Ortes (z. B. Berlanga de Duero). Allen gemeinsam ist ein abgetreppter Sockel; viele haben oberhalb des zumeist gegliederten Schaftes und unterhalb der „Krone“ eine nach vier Richtungen ausgreifende Platte.
- In Portugal und seinen ehemaligen Kolonien sind viele pelourinhos erhalten, typischerweise auf dem Hauptplatz oder vor einer Kirche oder einem Palast (z. B. in Cidade Velha auf den Kapverden). In Salvador da Bahia, der früheren Kolonialhauptstadt Brasiliens, heißt heute die gesamte Altstadt „Pelourinho“.
- Im alten China, Japan und Korea wurde ein quadratisches Holzbrett mit einer kreisrunden Öffnung für den Hals, der sogenannte Holzkragen (chinesisch 項鎖, Pinyin ànsuǒ – „Nackenfessel“; koreanisch 칼 kal; japanisch 首枷 kubikase, deutsch ‚Halsfessel‘), verwendet. Es gab Ausführungen für nur einen Bestraften oder auch für mehrere. In Europa waren derartige Geräte als Halsgeige bekannt.

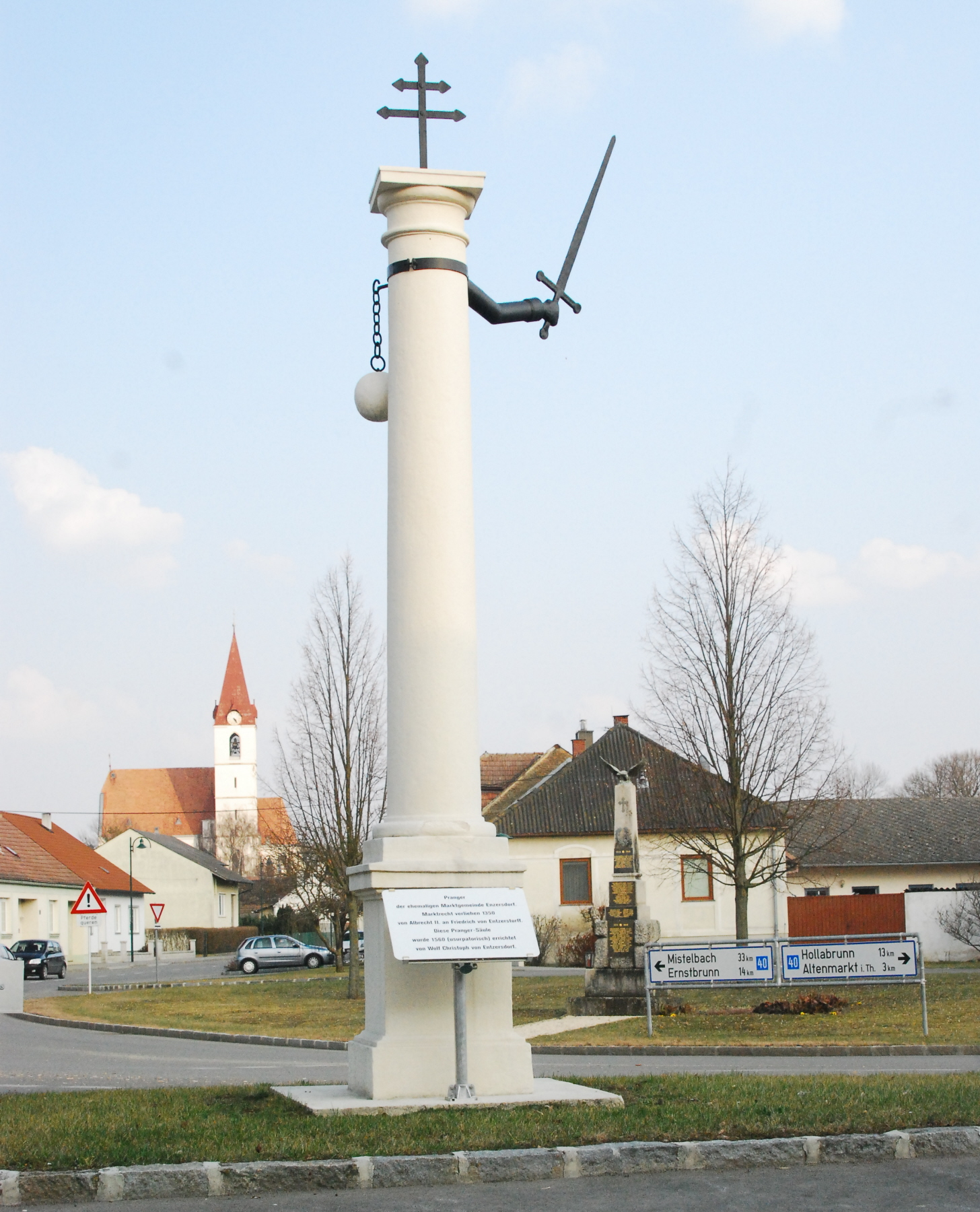
Enzersdorf im Thale – Pranger
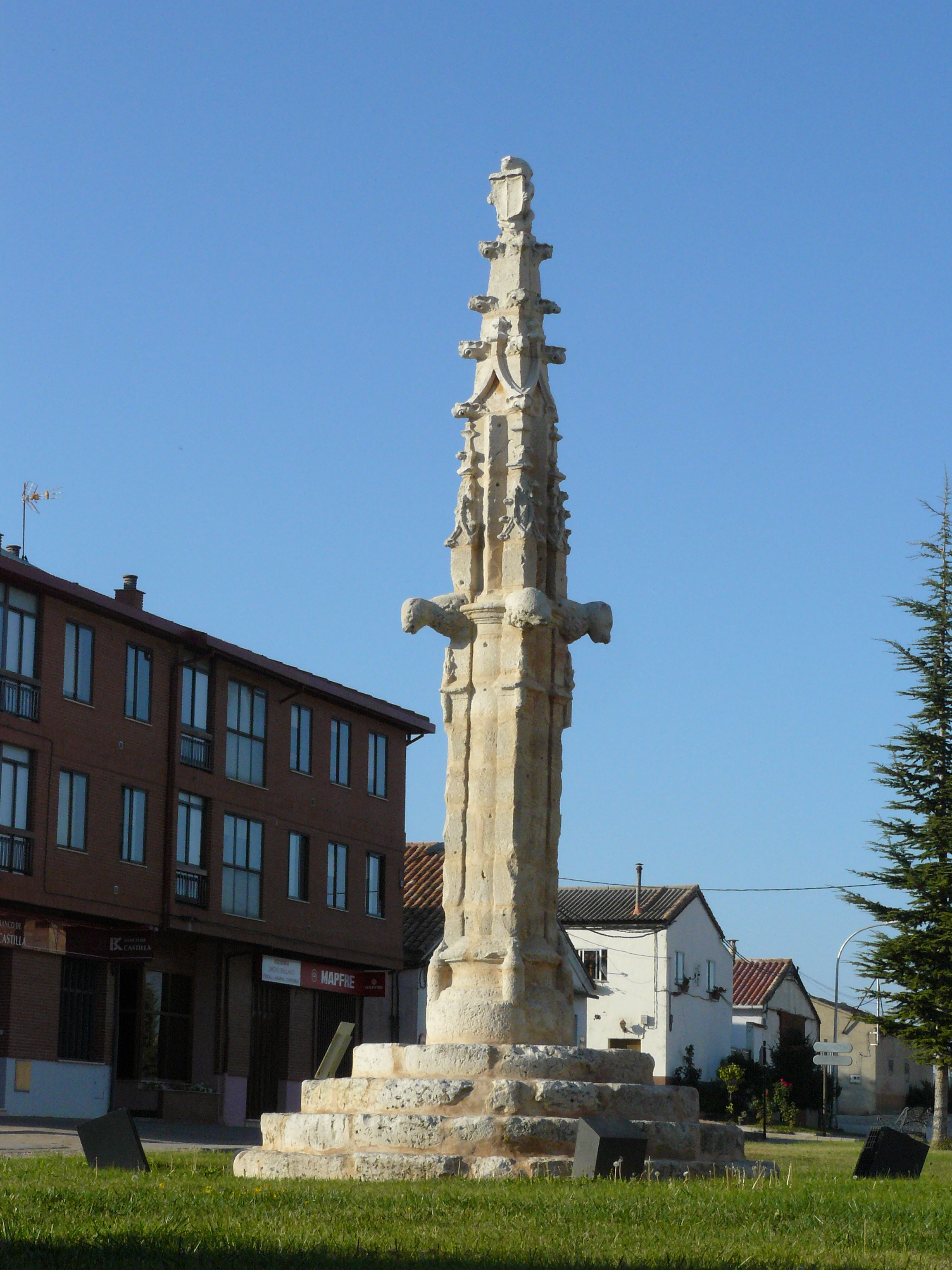
Berlanga de Duero – rollo oder picota
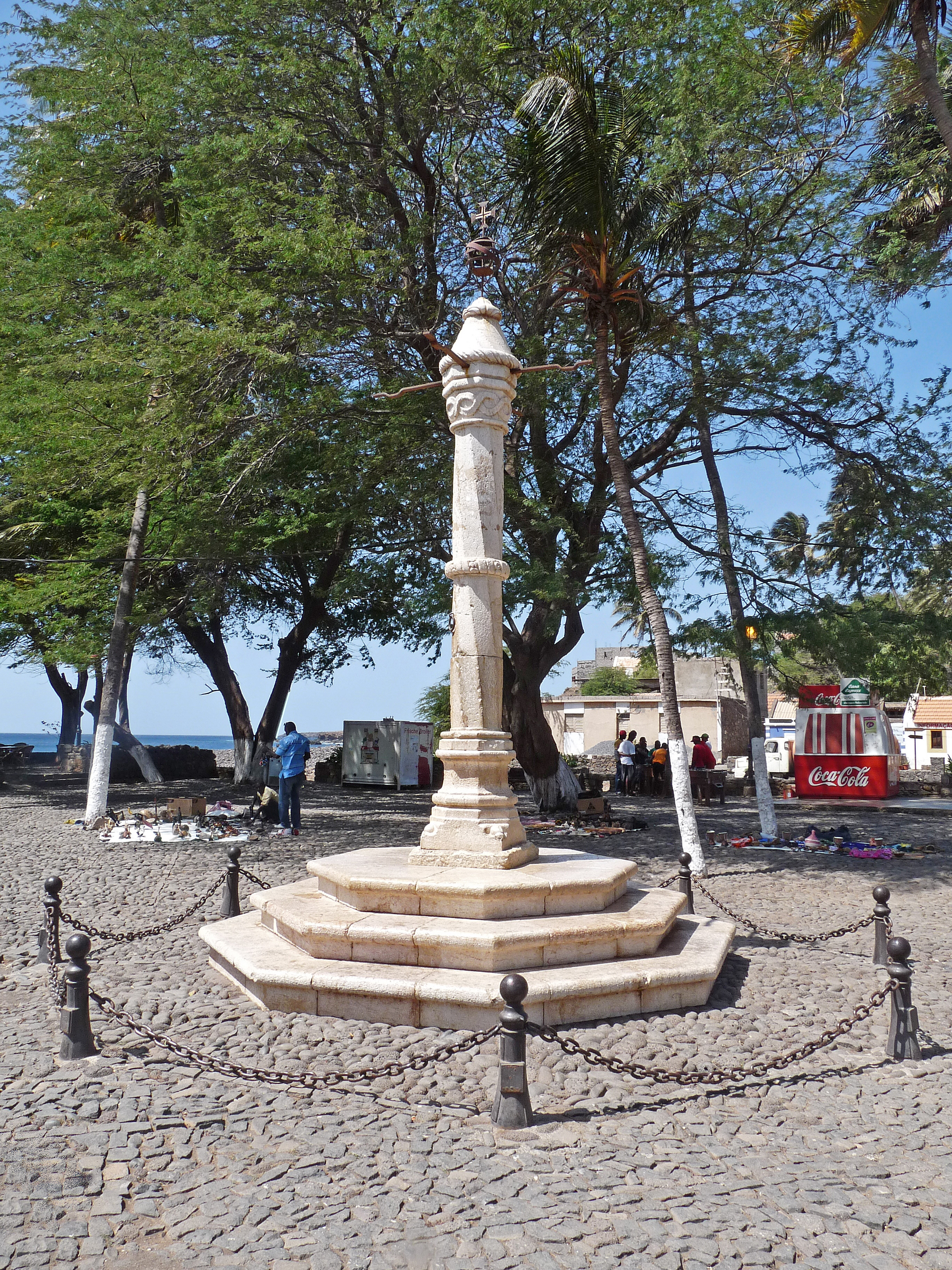
Pelourinho in Cidade Velha, Kapverdische Inseln
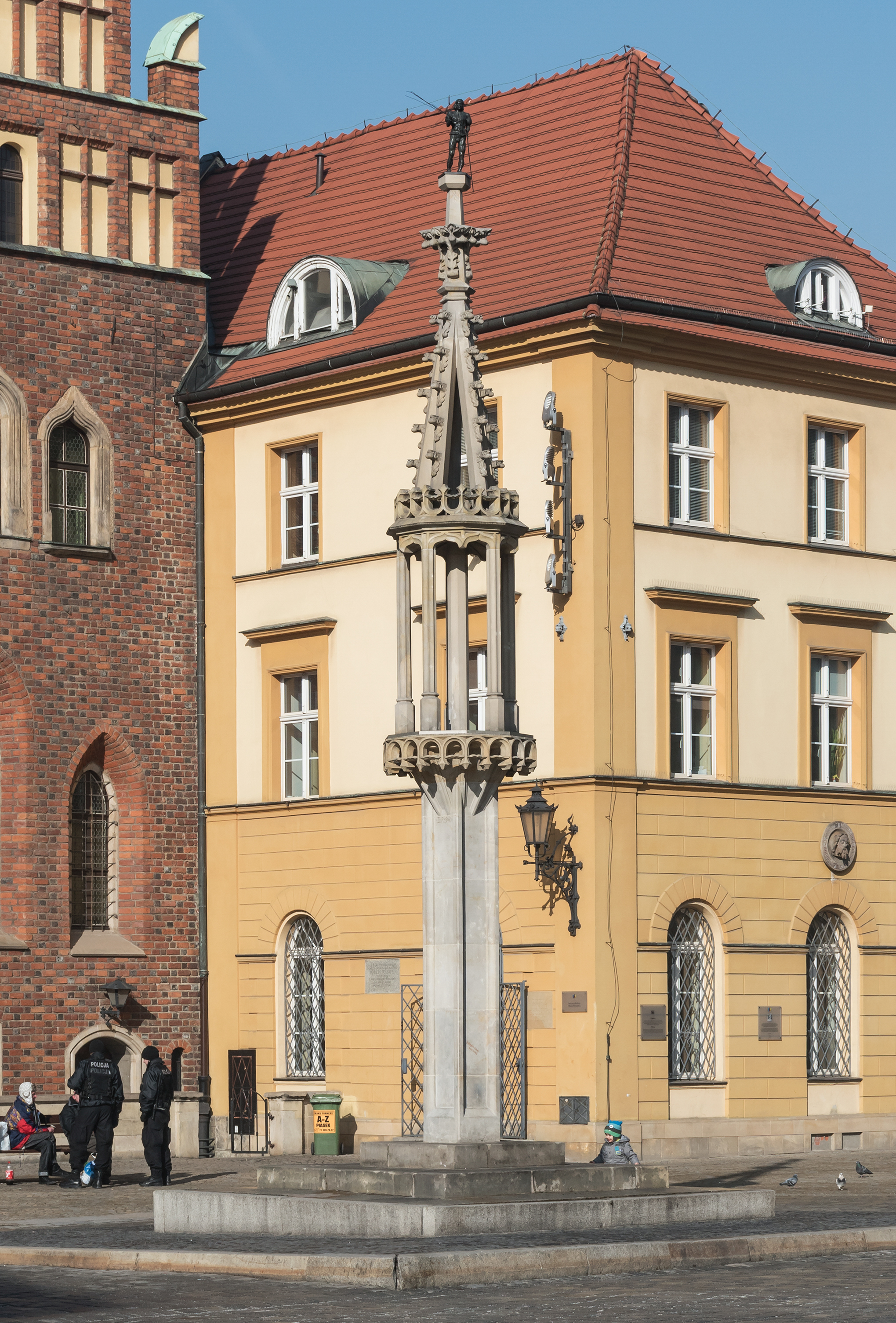
Pranger in Breslau (Wrocław)
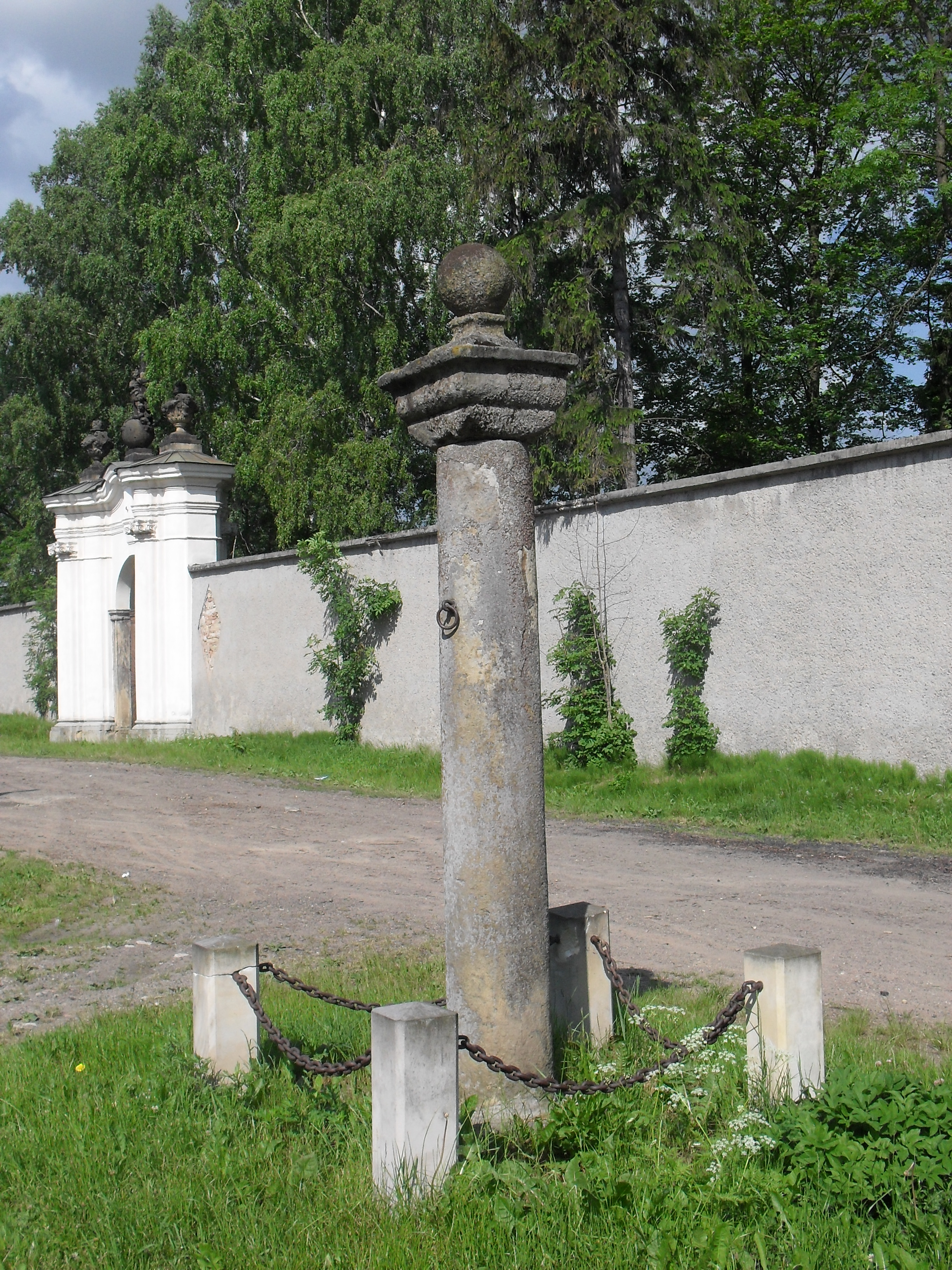
Pranger in Grüssau (Krzeszów)
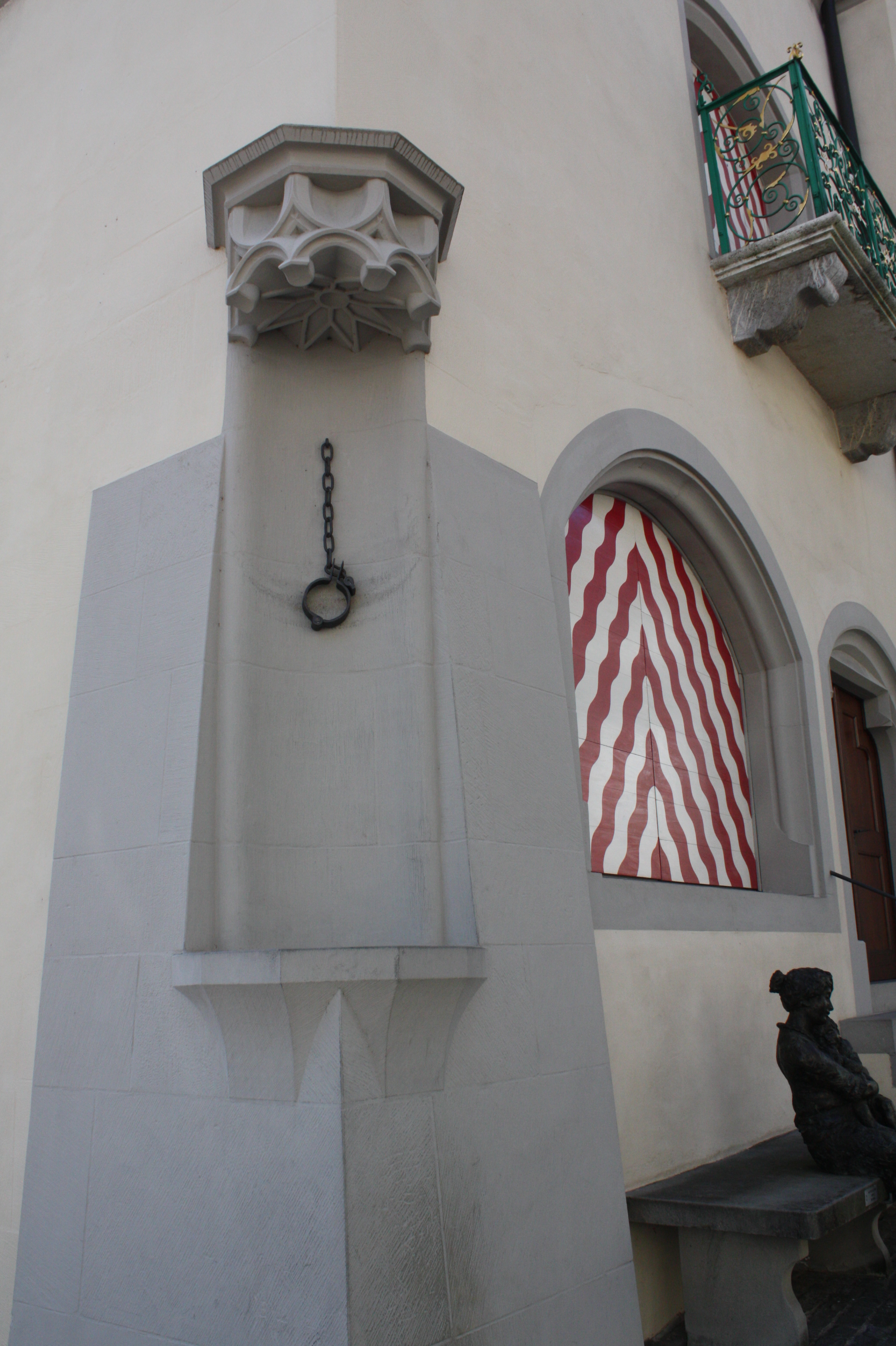
Pranger am Rathaus in Sursee, Schweiz
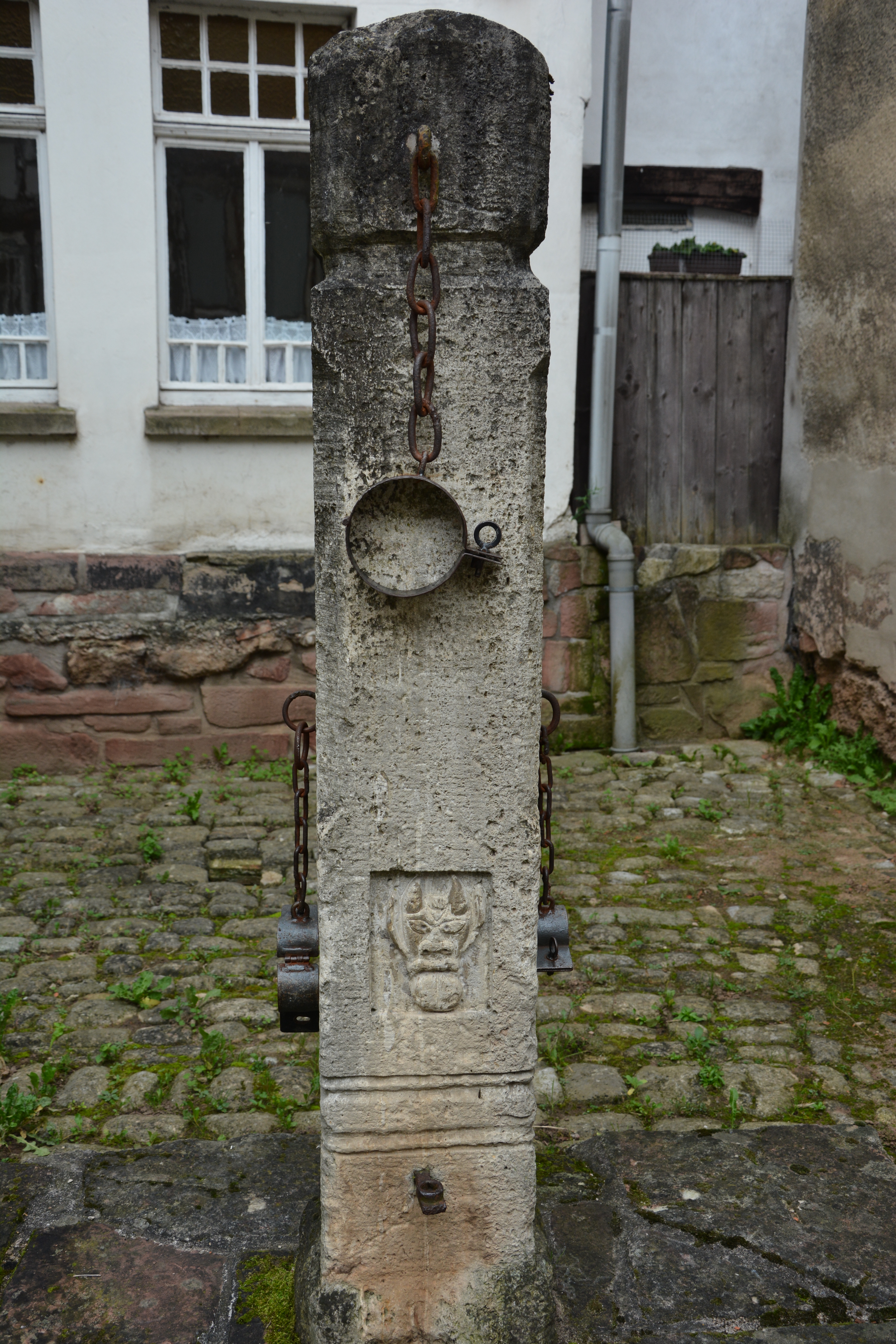
Pranger in Treffurt (Thüringen)
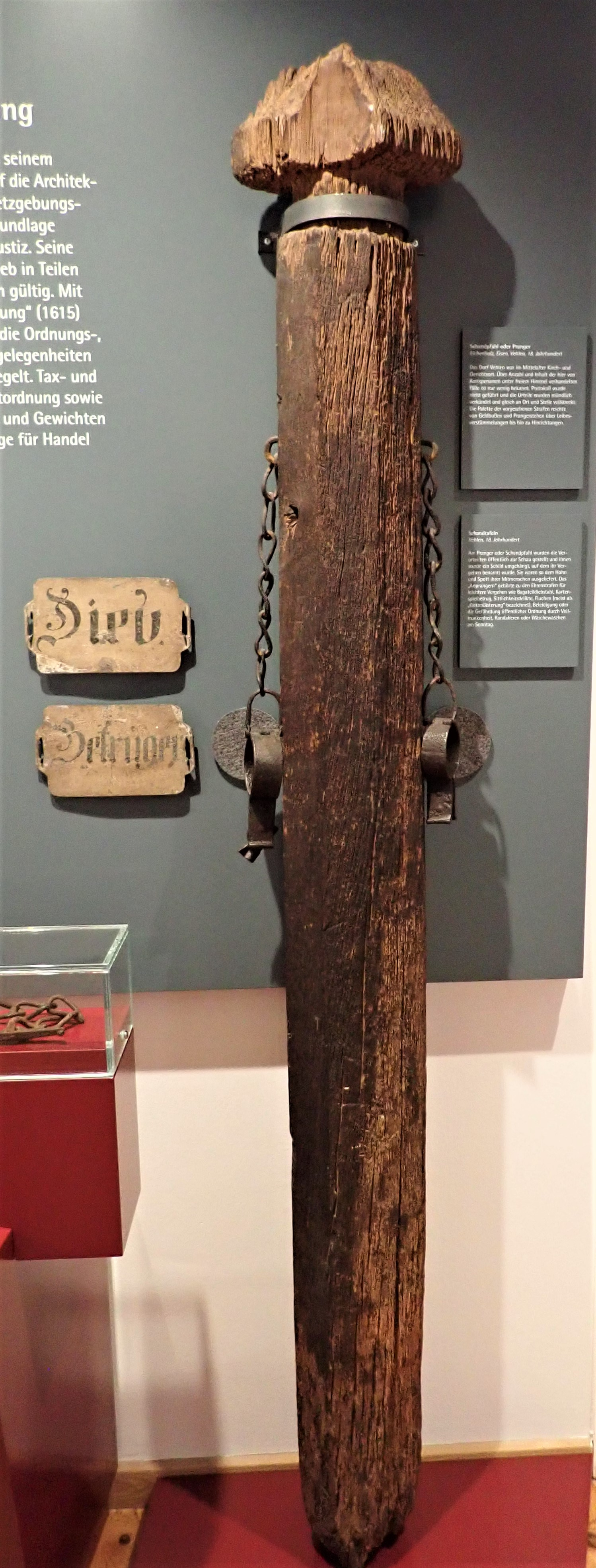
Hölzerner Schandpfahl im Museum Bückeburg
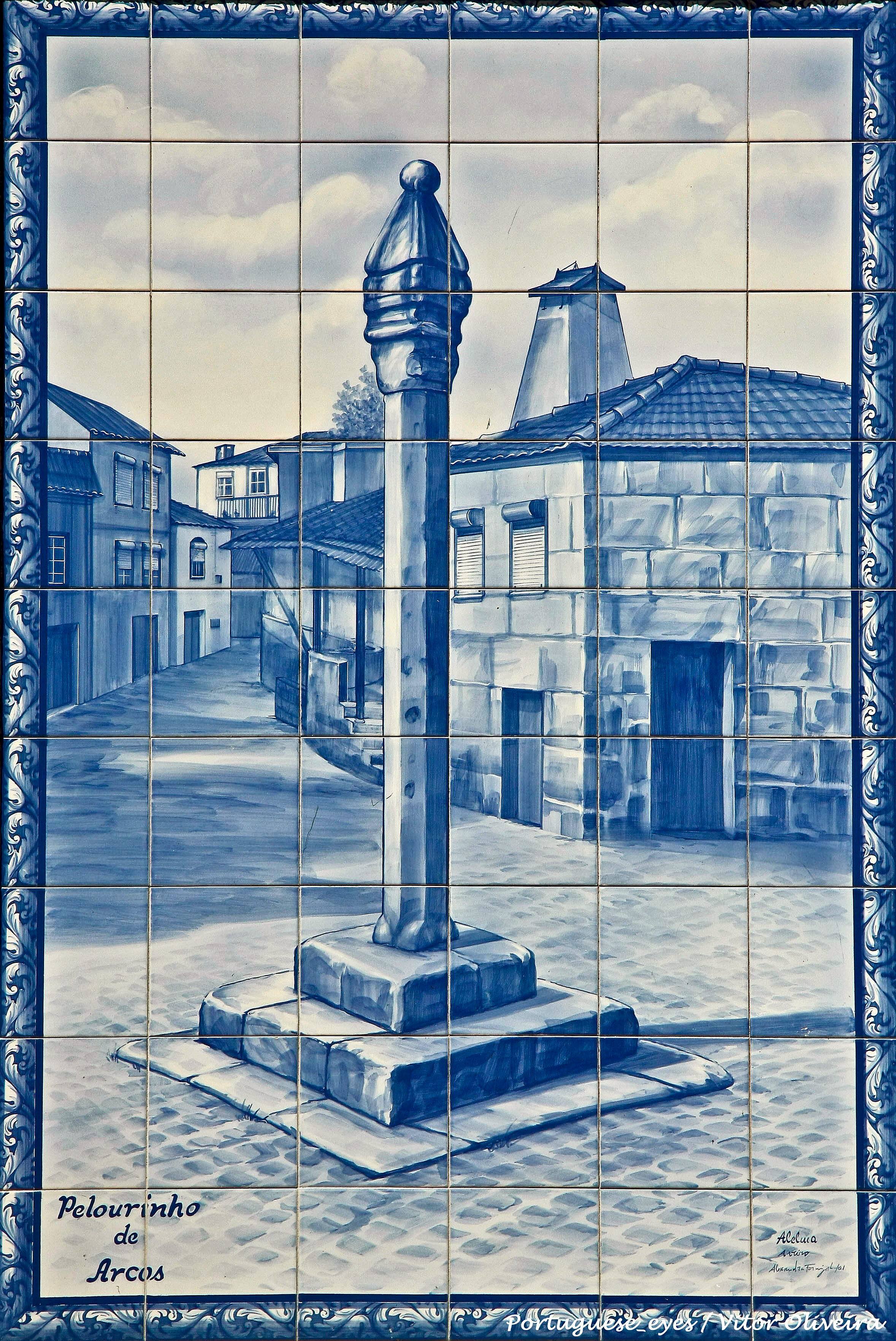
Pranger in Portugal - Pelourinho
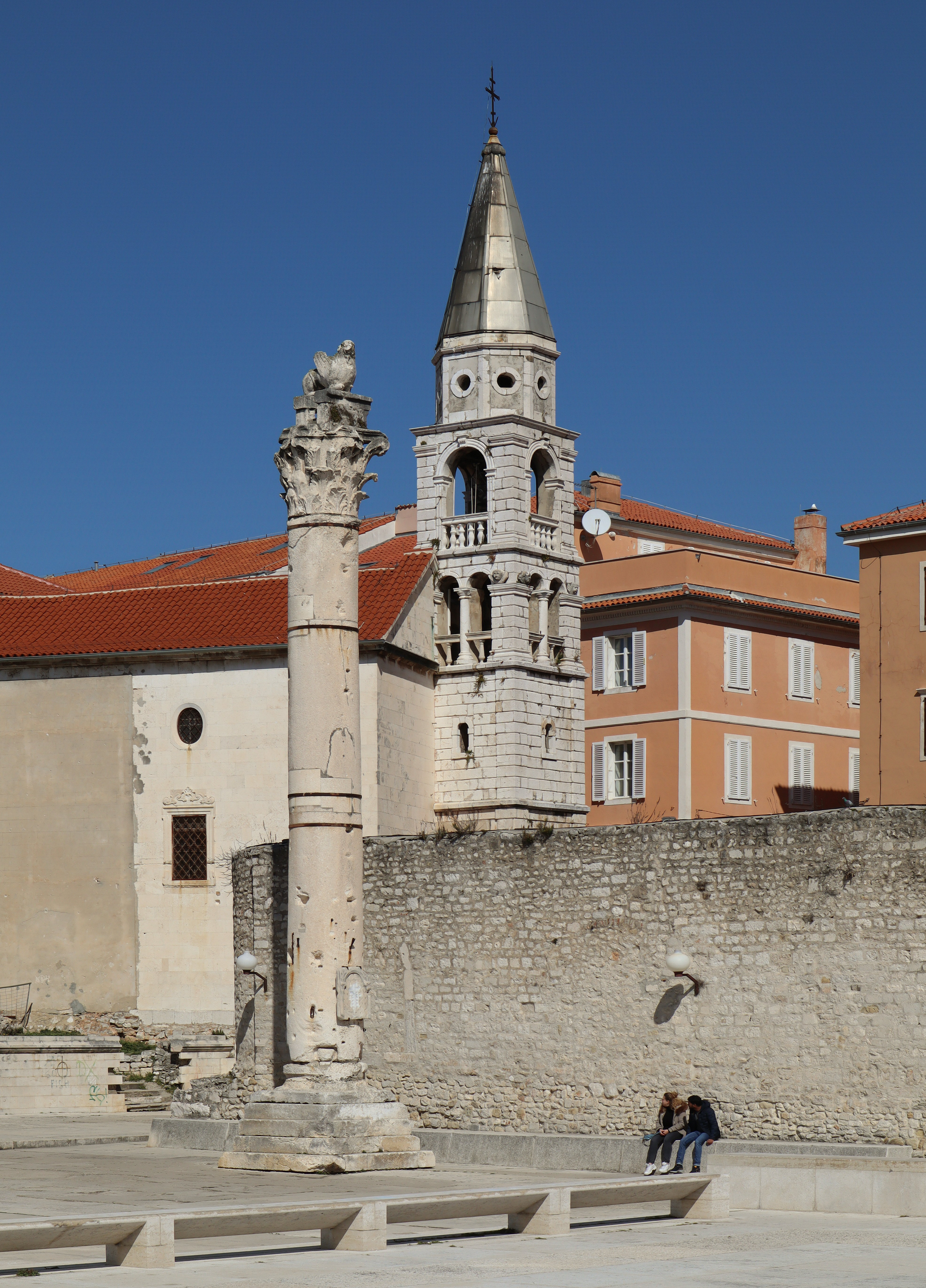
„Säule der Schande“ in Zadar, Kroatien
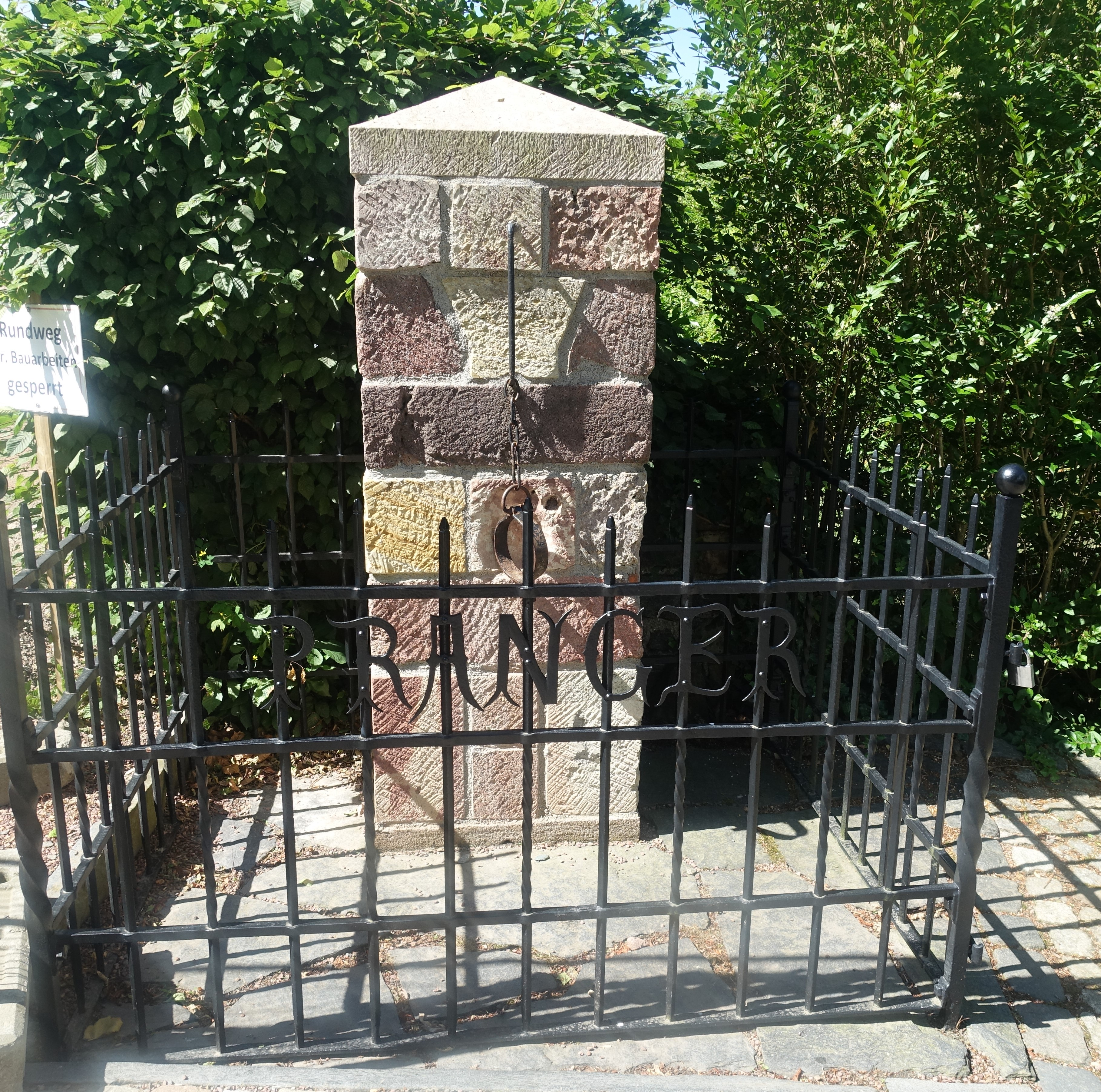
Pranger am Jagdschloss Augustusburg.
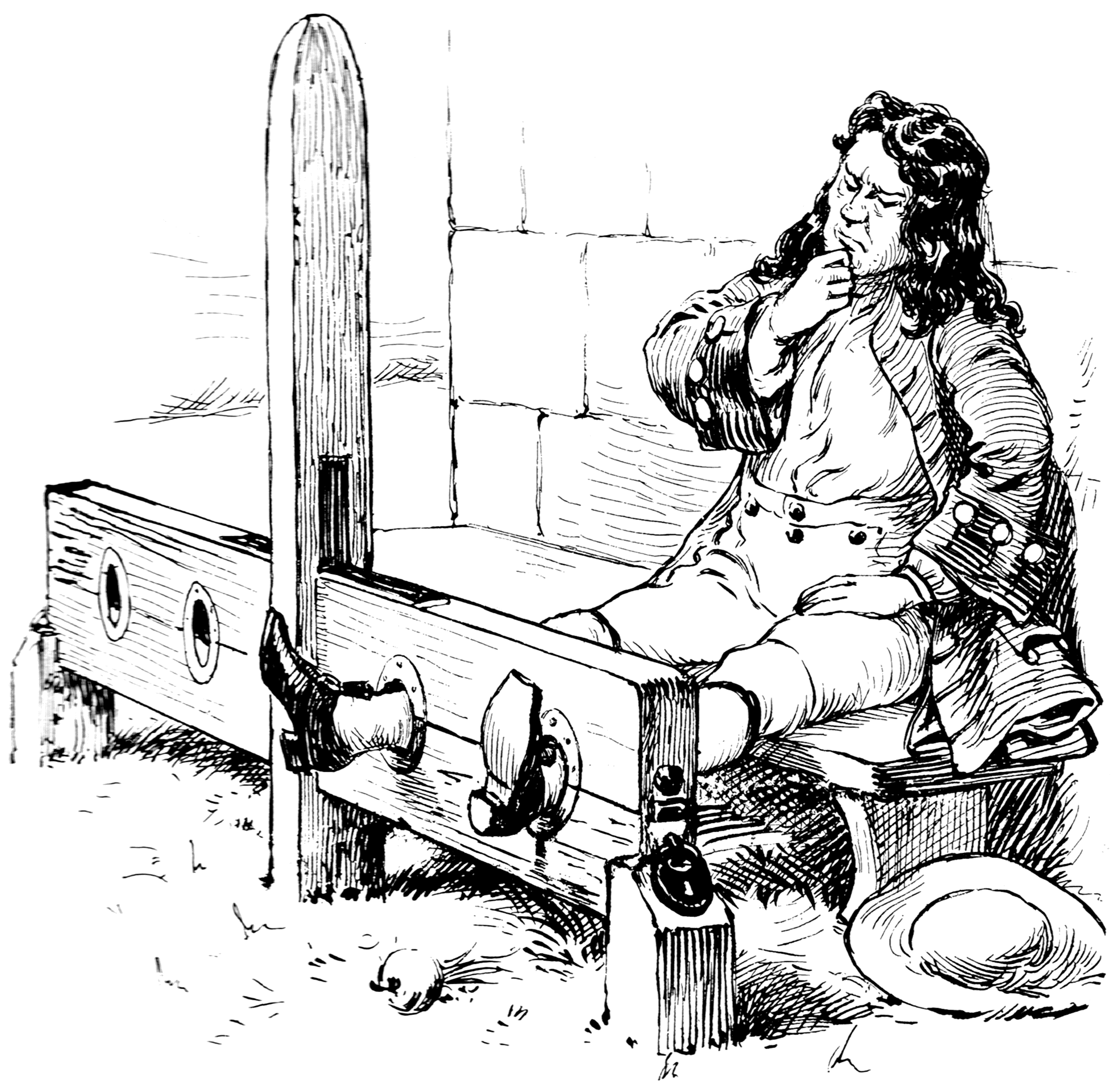
Sitzpranger Stock (England)

## Block

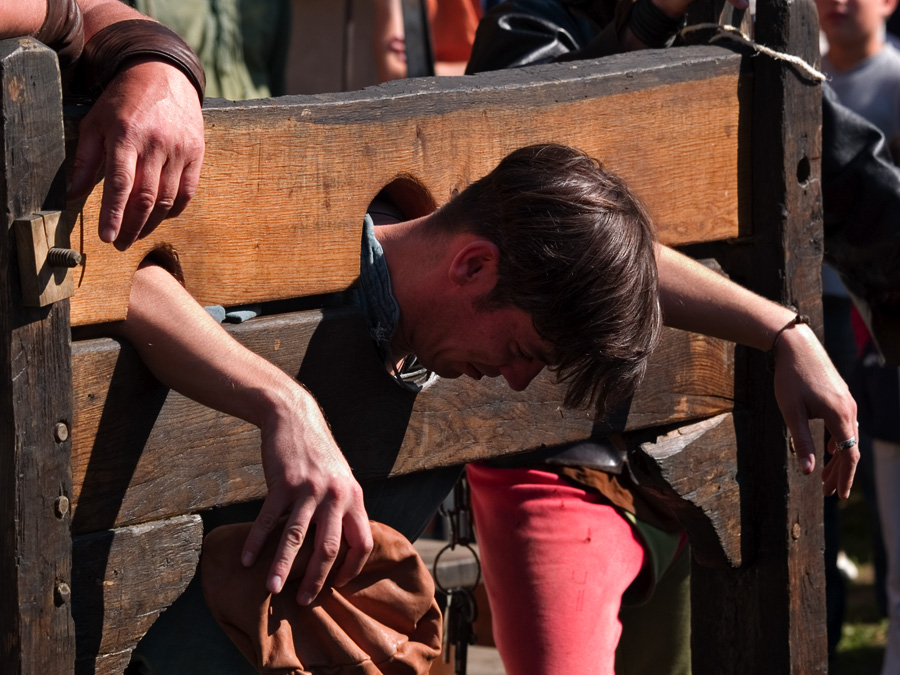
Am Pranger, Nachstellung auf einem neuzeitlichen Mittelaltermarkt

Der Block als wohl verbreitetste Form des Prangers bestand in der Regel aus zwei parallel angeordneten Brettern, die durch ein Scharnier miteinander verbunden und am Ende eines starken Pfahles angebracht waren. In beiden Brettern waren Aussparungen für den Hals und, links und rechts davon, für die Handgelenke. Die geschlossenen Bretter fesselten nun den Straftäter um Hals und Hände. Derart ausgestattet wurde er dann auf öffentlichen Plätzen ausgestellt.

## Berühmte Fälle
Eine der prominentesten Personen am Pranger war der englische Schriftsteller Daniel Defoe, der 1703 in London für seine Satiren an den Pranger gestellt wurde. Sein Gedicht Hymn to the Pillory (englisch für Pranger) sprach dem Publikum jedoch derart aus dem Herzen, dass es ihn mit Blumen bewarf, statt mit dem üblichen Fallobst und Steinen, und auf seine Gesundheit trank.

## „An den Pranger stellen“

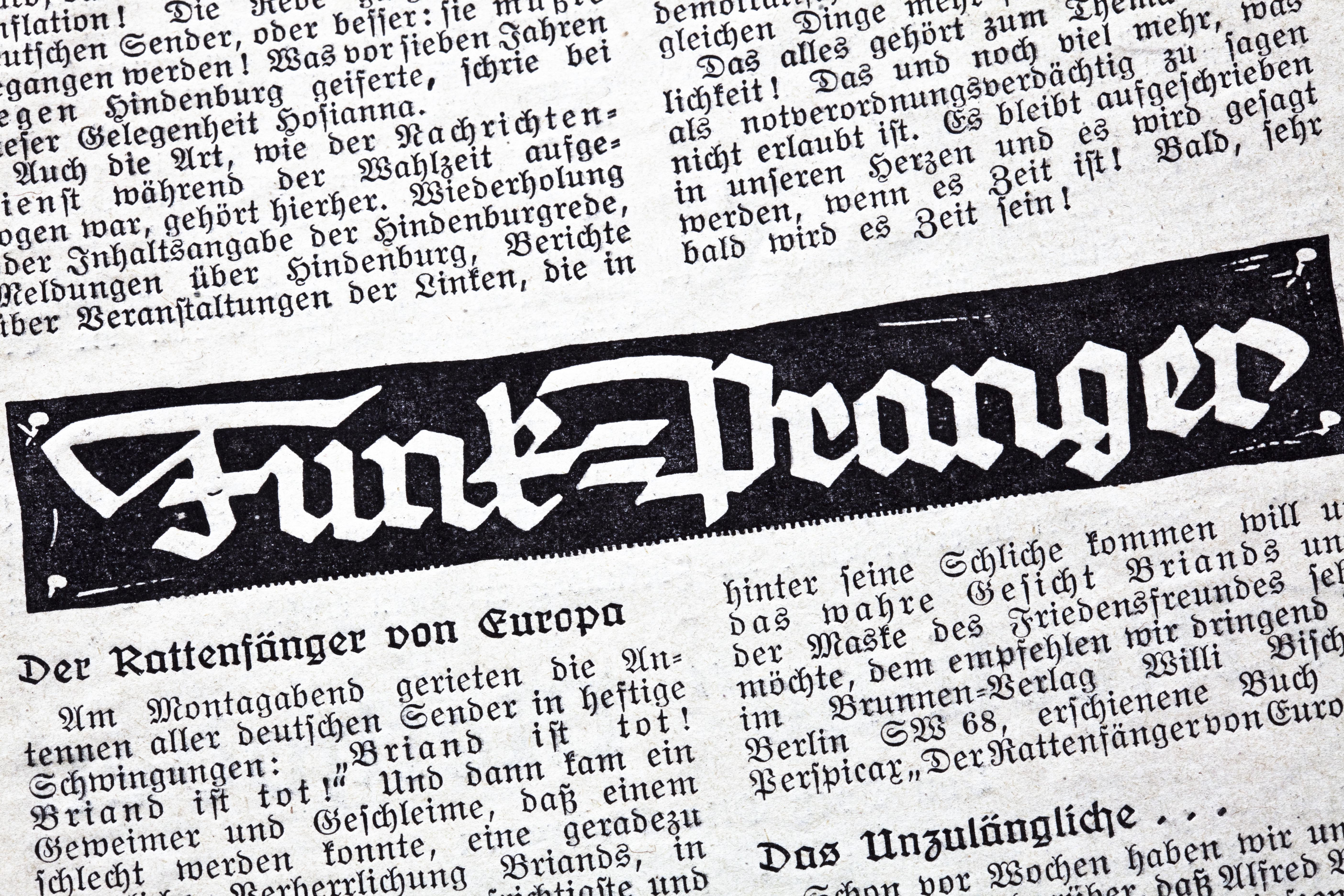
Rubrik „Funk-Pranger“ in der Nazi-Zeitschrift Der Deutsche Sender, Heft 12, 1932

Im übertragenen Sinn bedeutet „An den Pranger stellen“, jemanden quasi-institutionell öffentlich bloßzustellen. Die Nationalsozialisten nutzten den Begriff zum Beispiel in ihrer hetzerischen Radioprogrammzeitschrift Der Deutsche Sender. Die Rubrik, in der sich die Redaktion kritisch mit vergangenen Hörfunksendungen auseinandersetzte, hieß „Funk-Pranger“.

## Heute
Trotz der modernen Ächtung des Prangers existieren ähnliche Formen der öffentlichen Vorführung nach wie vor: In den Medien werden tatsächliche oder vermeintliche Straftäter (oft mit Bild oder Angabe des Namens) zur Schau gestellt. In den USA werden inzwischen offiziell von Behördenseite Listen von Straftätern (bspw. für Sexualstraftäter sogenannte Sex offender registries) mit vollem Namen, Anschrift und Foto veröffentlicht. Im Rahmen des sogenannten Creative Sentencing mehren sich vor allem in den Vereinigten Staaten alternative Schuldsprüche, die unter anderem auch das öffentliche Anprangern der Verurteilten vorsehen. Strafen, die darauf abzielen Scham zu erzeugen, sogenannte „Shaming Punishments“, sind verbreitet. Zwar verbietet die Verfassung außergewöhnliche und grausame Strafen (cruel and unusual punishments), doch Entehrungen gelten nach oberster Rechtsauffassung nicht als grausam. Mediale Aufmerksamkeit erhielt zudem ein Fall im US-Bundesstaat Ohio, bei dem eine Frau vom Gericht dazu verurteilt wurde, zweimal eine Stunde lang ein Schild mit der Aufschrift „Nur ein Idiot würde auf dem Gehsteig einen Schulbus überholen“ hochzuhalten.
Die Rechtsgrundlage von „Online-Prangern“, wie sie u. a. von Seiten des Bayerischen Landesamtes für Gesundheit und Lebensmittelsicherheit und des Landesamtes für Natur, Umwelt und Verbraucherschutz Nordrhein-Westfalen betrieben wurden, um Verstöße gegen das Lebensmittelrecht zu veröffentlichen, ist umstritten.
Des Weiteren werden Pranger und artverwandte Konstrukte im Bereich des BDSM verwendet.